# 佐竹義政
佐竹 義政（さたけ よしまさ）は、平安時代後期の武士。常陸国の武士団佐竹氏の一族。実名は『吾妻鏡』では「義政」、『平家物語』系軍記では「忠義」とある。

## 略歴
『尊卑分脈』や久保田藩の作成した系図類には佐竹氏初代昌義の長男と見える。元は佐竹氏の本拠地である久慈郡太田に住んだが、外戚の吉田大掾氏が断絶したためその跡を襲って府中に居を移した。保元の乱、平治の乱では弟の隆義とともに平清盛に属して戦い、常陸七郡を領したという。
治承4年（1180年）10月、富士川の戦いで平家軍を撃退した源頼朝は余勢を駆って上洛の軍を起こそうと考えたが、三浦義澄・千葉常胤・上総広常らは義政やその甥秀義ら常陸佐竹氏がいまだ服従していないことを持ち出してこれを諫めた。翌11月、頼朝は佐竹氏征伐のために常陸国府（現石岡市総社）に進駐した。秀義は父・隆義がいまだ上方で平家方にあることを理由に金砂城に籠もったが、義政は縁者だった上総広常を通じて帰服を申し出た。義政は国府より5km北ほどにある大谷橋（現小美玉市大谷）上で広常と面会したが、頼朝の命を受けていた広常にすぐさま討たれてしまった。一方『源平闘諍録』によると、佐竹忠義（義政）は下野国の足利俊綱とともに頼朝への反抗を企てたため、梶原景時によって大谷橋で斬られたとされている。
文治5年（1189年）奥州合戦で藤原泰衡方に組した武士の中に義政の子と称する者たちがおり、彼らは敗戦後に行方をくらましたという。なお諸系図で弟とされる国分義弘を義政の子とする系図もある。